# تيمورطاش
علاء الدين تيمورطاش (بالتركية: Demirtaş Noyan)‏ (توفي عام 1328) أيضاً معروف دميرداش أو تيمورداش عضوًا في عائلة السلالة الجوبانية المغولية التي هيمنت على السياسة في السنوات الأخيرة من الدولة الإلخانية.

## الطفولة
ولد لوالده جوبان باعتباره ابنه الثاني قريب 1298  تم ذكر تيمورطاش لأول مرة في حفلة صيد نظمها محمد أولجياتو في عام 1313 حيث شارك جميع الجوبانيين تقريبًا. عاش مع والده حتى عام 1314 في السلطانية.

### تمرد
تزايد تمرده كل عام، فقد أعلن ثورة مفتوحة ضد أبو سعيد وكذلك أعلن اسمهُ "صاحب الزمان" وقد صكّ العملات المعدنية بلقبه الجديد المهدي.    حظر المشروبات الكحولية وأعاد تشكيل تحالف مع مماليك مصر مما أجبر شوبان على السير ضد ابنه في عام 1324. أقنع جوبان ابنه بالاستسلام وأعدم رئيس قاضي الأناضول نجم الدين تشتي والأمير سوركجي كمحرضين على التمرد. ثم حصل على عفو عن تيمورتاش وأعاده إلى منصبه نائبًا لملك سلطنة روم.

### الفترة الثانية
بمجرد إعادة تعيينه سار على بيليكس الأناضول واستولى على بيشهير عاصمة بنو أشرف وأعدم بك الثاني سليمان بالغرق في بحيرة بيشهير في 9 أكتوبر 1326، وضمها إلى نائب الملك. في وقت لاحق سار على دوندار حميد أوغلو الذي فر إلى أنطاليا لكن تيمورطاش أمسك به وأعدمه أيضًا. كما هاجم التورجوتيين والكرمانيين وإمارة تاج الدين أيضًا.
أرسل مرؤوسه إريتنا ضد ناصر الدين أحمد من صاحب عتيدات في أغسطس 1327  واستولى على قره حصار، بينما هرب بك إلى يعقوب الأول من جرميان. وفقًا لفاروق سومر فقد أعدم ما لا يقل عن 9 أمراء سلجوقيين وربما حاول إنشاء سلطنة خاصة به. 

## السقوط
عند علمه بإعدام شقيقه ديماسك كاجا في 24 أغسطس ، أنهى تيمورتاش حملاته وعاد إلى قيصري ثم سيفاس متذكرًا إريتنا أيضًا. تلقى أخبار إعدام جوبان في أكتوبر فكر في الخضوع إلى إيلخان، لكنه مع ذلك غادر إلى لاريندي في 22 ديسمبر 1327 ثم إلى مصر، تاركًا إريتنا نائبًا للملك. وحل محله أمير محمد من قبيلة العيرات، وهو عم أبي سعيد. 
عند وصوله إلى بسني ، كان برفقته قرابة 1000 جندي ، 300 منهم من سلاح الفرسان.  استقبله تنكيز الوالي المملوكي في دمشق ثم ذهب إلى مصر. استقبله السلطان النصر محمد في 21 كانون الثاني (يناير) 1328 في القاهرة واستقبله بحرارة في البداية ، حتى أنه عرض منصب حاكم الإسكندرية . وانضم إليه شاهين شاه ابن عمه في فبراير. بعد أيام قليلة من وصوله ، وصل مبعوثو أبو سعيد إلى العاصمة ، مطالبين بتسليمه ، الأمر الذي نفاه السلطان. كما تلقى سلطان رسائل من إبراهيم الأول من كرمان ونجم الدين إسحاق (ابن دوندار ) ، الذي اتهم بارتكاب جرائم تيمورتاش ضد إخوانه المسلمين. سرعان ما أدى تأثير وغطرسة تيمورتاش المتزايدة إلى إضعاف ترحيبه.  اعتقل في 19 يونيو 1328 وتم تأمينه في برج السبع. في الشهر التالي ، وصلت قافلة ثانية من مبعوثي الدولة الإلخانية، عرضت على المماليك المنشق في الإلخانية، قرة سنقر (زوج أولجاث ) في المقابل. قبل السلطان وأعدم تيمورتاش في 12 أغسطس 1328 وأرسل رأسه إلى أبي سعيد ودفن جثمانه في مدينة الموتى بجانب فارس الدين أكتاي. 

## عائلة
تم إنشاء ثلاث زوجات من تيمورتاش:
1. أخت إريتنا
2. دولت خاتون ، شقيقة آهي عثمان ؛ تزوج لاحقًا من قره جاري على يد حسن كوجيك عام 1336
  - حسن كوجيك
  - مالك اشرف
  - مالك عشتار (ت ١٣٤٧)
  - مالك مصر
3. كالتورميش خاتون

ومع ذلك يضيف صلاح الدين الصفدي 4 أبناء آخرين إلى ذريته: جمديغان ، بير حسن ، شابدون ، تودان. 

## في وسائل الإعلام الشعبية
- قام بتصويره أحمد ساريكان في فيلم Killing the Shadows (2006) [9]